# Kartam d'Egrissi
Kartam, Kartham, Karthman ou Qartam d'Egrissi est un prince d'Ibérie et duc d'Egressi du Ier siècle av. J.-C.

## Biographie
La Chronique géorgienne décrit Kartam comme le gendre et le fils adoptif du roi Bartom ou Pharnabaze II d'Ibérie. Elle précise par ailleurs qu'il serait également le petit-fils du prince Koudj d'Egrissi (Colchide), allié dans la conquête du pouvoir de Pharnabaze Ier dont il aurait épousé l'une des sœurs.
Marie-Félicité Brosset relevait déjà l'impossibilité chronologique d'une telle généalogie puisque Kartam se trouverait antérieur de trois générations à son lointain parent et beau-père. Il estimait que l'on pouvait le considérer éventuellement comme un descendant du prince Koudj et de la sœur de Pharnabaze Ier mais non strictement comme son petit-fils.
Kartam serait mort en 33 av. J.-C., aux côtés de son beau-père, en combattant l'usurpateur Mirvan II d'Ibérie pendant que son épouse qui « était languissante » s'enfuit en Arménie où elle met au monde un fils nommé Aderk, qui y est élevé.

## Postérité
Kartam serait le père d'un seul fils nommé Aderk par la tradition géorgienne ou de deux si l'on identifie cet Aderk au Pharsman des sources contemporaines latines comme le fait Cyrille Toumanoff. 
- Aderk identifié à Pharsman Ier ;
- Mithridate, roi d'Arménie, frère de Pharsman.